# Caryopteris mongholica
Caryopteris mongholica är en kransblommig växtart som beskrevs av Aleksandr Andrejevitj Bunge. Caryopteris mongholica ingår i släktet Caryopteris och familjen kransblommiga växter. Inga underarter finns listade i Catalogue of Life.